# 대한통의부
대한통의부(大韓統義府)는 일제강점기 한국의 무장독립운동단체, 군정부(軍政府)이다. 1922년 남만지역 독립군단체들을 통합한 조직이다. 1922년 남만주의 여러 독립운동 단체가 통합해 결성한 무장 독립운동 단체이다. 대한통의부를 줄여 통의부라 한다. 군사조직인 동시에 자치조직이다.

## 통합의 배경
청산리전첩을 거두었던 독립군 주력부대는 밀산(密山)을 거쳐 노령 자유시(알렉셰프스크)로 이동하였다. 이 사이 서로군정서(西路軍政署), 광복군총영(光復軍總營), 광한단(光韓團), 광정단(光正團), 한교공회(韓僑公會), 의성단(義成團) 등 남만주 지역 독립군 단체들은 일제 침략기관 공격과 부일배 응징에 진력하고 있었다. 또한 장백현(長白縣)을 중심으로 한 대한독립군비단(大韓獨立軍備團), 광복단, 흥업단(興業團), 대진단(大震團), 태극단(太極團) 등의 독립군 단체들은 1921년 10월 대한국민단(大韓國民團)을 결성하였다.

### 통군부의 결성
1920년 10월의 경신참변(庚申慘變)과 1921년 자유시참변 이래 소강상태에 있던 남만주 지역 독립군 단체들은 강력한 연합의 독립군단을 결성하려는 움직임이 현실화되기에 이르렀다. 1922년 2월 독립군 단체 대표들이 환인현(桓仁縣)에 모여 남만한족통일회를 개최하여 기존의 조직을 해체하고 통합 조직체로서 대한통군부를 결성하였다.
- 한족회 일부
- 서로군정서
- 대한독립단(大韓獨立團)
- 광한단 : 서로군정서 유격부대
- 광복군총영(光復軍總營)
- 벽창의용대(碧昌義勇隊),
- 보합단(輔合團) 등이 참여

결성초기의 조직은 총장제(總長制)로서, 총장에 채상덕(蔡尙悳)이, 사령관에 김창환(金昌煥)(서로군정서 총사령관)이 선임되었다.
통군부의 결성 목적은 효과적인 항일전을 전개하는 것 뿐 아니라 재만 한인사회(在滿韓人社會)의 자치행정을 담당하는 ‘행정부'의 기능까지 포괄하고 있었다.

## 보다 큰 연합의 구상
통군부는 아직 가담하지 않은 단체들을 통합하기 위해 교섭위원을 파견해 남만주 소재 다른 독립군 단체들과도 교섭한 결과, 1922년 8월 23일 환인현 마권자(馬圈子)에서 다시 열린 남만한족통일회에는 8단9회 17개 단체에서 71명의 대표가 참석하였다. 회의 결과 8월 23일 각 단체는 기존의 체제를 모두 해체하고, 대한통의부로 통합하며, 소속 군대의 명칭은 대한통의부 의용군(大韓統義府義勇軍)으로 할 것을 결의하였다.
- 한족회 일부
- 서로군정서
- 대한독립단
- 광복군총영
- 대한광복군영(大韓光復軍營)
- 광한단 : 서로군정서 게릴라부대
- 벽창의용대
- 보합단
- 관전동로한교민단(寬甸東路韓僑民團),
- 대한정의군영(大韓正義軍營),
- 평북독판부
- 백산무사단 등이 참여

## 통의부의 조직
결성초기 통의부 중앙본부의 소재지는 환인현 마권자였다. 이후 중앙조직 근거지는 관전현 하루하(下漏河)에 위치했다.
이때 결정된 중앙기구의 체제는 총장제로, 총장(總長) 산하에 민사(民事)·교섭(交涉)·군사(軍事)·법무(法務)·재무(財務)·학무(學務)·실업(實業)·권업(勸業)·교통(交通)·참모(參謀)의 10개 부(部)를 설치하고, 부 밑에는 부감(部監)과 국(局)을 두었다. 이 외에 비서과(秘書課)와 사판소(查判所), 검무국(檢務局)을 둠으로써, 민정과 군정을 겸비한 군정부(軍政府) 형태를 갖추게 되었다.

### 중앙조직
중앙조직은 총장 아래 민사, 교섭, 군사, 재무, 학무, 법무, 교통, 실업, 권업, 참모부 등 10개 부서를 두었고, 입법기관 역할을 하는 중앙의회가 있었다. 민정과 군정을 겸비한 형태였다.
- 총장 김동삼(金東三)
  - 부총장 채상덕(蔡尙惠)
    - 비서과장 고할신(高轄信) * 비서 김현배(金鉉培)·서정해(徐正海)

  - 민사부장 이웅해(李雄海)
    - 부감 강제의(康濟義) * 부원 이태익(李泰翊)·임시형(林時瑩)·김동현(金東鉉)·이기신(李寄信)·김연수(金連秀)·최죽림(崔竹林)·홍순모(洪淳模)

  - 검무국장 최명수(崔明洙)
    - 검무감 김관성(金觀聲) * 검무원 김태연(金泰淵)·강수영(姜壽永)·이만성(李萬聲)·이석수(李析洙)·정창화(鄭昌化)

  - 교섭부장 김영만(金永萬)
    - 부감 김신택(金信澤) * 부원 김원상(金元常)
    - 선전국장 김창의(金昌義) * 선전원 정천욱(鄭干昱)·김동준(金練俊)

  - 군사부장 양규열(梁圭烈)
    - 부감 김혁(金赫)
    - 사령장(司令長) 김창환(金昌煥)

  - 법무부장 현정경(玄正卿)
    - 부감 박규수(朴奎洙) * 부원 김창빈(金昌賓)·백세창(白世昌)·고민제(高民濟)·한봉조(韓鳳朝)
    - 사판소장 이영석(李永植) * 사판원 김구명(金九明)

  - 재무부장 이병기(李炳基)
    - 부감 정석태(鄭碩泰) * 부원 백세희(白世熙)·최동원(崔東元)·김지섭(金志涉)·김영수(金永洙)·윤창철(尹昌哲)·백일룡(白日龍)·백신규(白紳圭)

  - 학무부장 신언갑(申彥甲)
    - 부감 (결원) * 부원 남정도(南延都)·이세준(李世俊)·곽상하(郭尙夏)

  - 실업부장 변창근(邊昌根)
    - 부감 유응하(劉應夏)
    - 식산국장 박득산(朴得山)

  - 권업부장 강제하(康濟河)
  - 교통부장 오동진(吳東振)
    - 부감 신태익(申泰翼)
    - 교통국장 황동호(黃東浩) * 국원 문경학(文景學)·장형옥(張亨玉)·고재윤(高在允)·박지수(朴枝秀)·고일준(高一俊)

  - 참모부장 이천민(李天民)
    - 부감 전덕원(全德元) * 참모 윤세용(尹世溶)·손병헌(孫炳憲)·오석영(吳錫泳)·독고욱(獨孤旭) * 도서국원 강병회(姜炳會)·한용숙(韓龍淑)

## 통의부의 민정조직 및 활동
한인사회를 통할하는 지방조직으로, 각 현에 총관사무소를 설치하여 총관(總管) 이하 참사(參事)·서기(書記)·검무감(檢務監)·검무원(檢務員)·통신원(通信員) 등의 임원을 두었다. 총관은 1천호의 장(長)으로 삼았고, 각 지방의 실정에 따라서 100호 또는 200호로써 1구(區)를 조직하였으며, 관할지역을 4, 5개 구역으로 나누어 구장(區長)을 두었다. 1923년 겨울 무렵까지 총관사무소가 설치된 주요 지역은 통화현의 통화(通化)·통남(通南), 환인현의 환서(桓西)·환남(桓南)·환동(桓東), 집안현의 집안(輯安)·집서(輯西)·집남(輯南), 관전현의 관동(寬東)·관남(寬南)·관북(寬北)을 비롯하여 흥안현(興安縣)·유하현(柳河縣)·임강현(臨江縣)·장백현(長白縣) 등지의 26개소였다. 총관과 구장은 관할지역 내 거주 한인에 관한 사무통할과 주민보호 뿐만 아니라, 세금 징수와 독립정신의 고취에도 노력하였다.
여러 자치사업을 벌였다. 통의부가 설립한 민족학교로 흥경현에만 9개의 소학교가 있었던 걸로 밝혀졌다. 그중 하나가 광동학교(光東學校)인데, 교과목에 한국사와 한국어 및 군사학이 포함되었다. 또한 통의부는 국한문 혼용 기관지 '경종보(警鐘報)'와 '대한통의부공보(大韓統義府公報)'를 발행했다. 관할 주민들에게 중앙기관의 활동을 보고하는 한편 각 지역의 소식을 실어 한인사회의 결속을 다지는 역할을 했다. 가구당 7원의 부과금을 걷어 예산을 조달했다.

## 통의부의 군사 조직 및 활동

### 통의부 의용군의 편제
통의부 의용군은 각 독립군단의 대원을 통합해 의용군 1개 대대를 구성했다.
- 조직 : 1개 대대(大隊) 산하에 5개 중대(中隊)와 독립중대인 유격대(遊撃隊) 및 헌병대(憲兵隊)의 7개 중대로 편제된 단일 지휘체계였으며, 각 중대는 3개 소대로 편성되었다.
- 계급 : 장사(將士)·정사(正士)·부사(副士)·참사(參士)의 등급으로 구분되어 있었다. 지휘관인 중대장과 소대장의 복장은 중국군 장교의 복장과 비슷한 다갈색의 군복을 착용하였다. 군모의 휘장은 대한제국 시기의 태극기 모양으로 가운데 부분은 은과 구리를 섞어 만든 것이었다.
- 복제 : 쥐색 무명 군복에 중국군대식 금장(襟章)과 견장(肩章)을 부착하고 군모를 착용하였으며, 한인사회 부녀자들이 제조하였다고 한다. (일제의 기록)
- 무장 : 주된 무기로는 러시아식 보병총, 일본군 38식 보병총, 브로우닝 권총, 일제 26식 권총 등이 개인화기로 충당되었을 뿐 아니라 폭탄도 소지·사용하고 있었다.
- 관할 : 중대별 관할구역은 제1중대가 집안·통화현 일대, 제2중대가 환인현 이구(裡溝)일대, 제3중대가 환인현 북전자(北甸子)일대, 제4중대가 집안현 노야령(老爺嶺)일대, 제5중대가 흥경현(興京縣) 왕청문(旺淸門) 일대였다.
- 각 중대에는 정규 무장병력 외에 모연원(募捐員)·조사원(調査員) 등 예비인원도 소속되었다. 이들은 의용군의 일본군 공격과 군자금 모금활동을 위한 정세조사 및 지형안내 등의 임무를 수행한 것으로 보인다.

제5중대의 경우, 내무·외무 비서가 있었고, 기본편제 외에 예비소대장·참사·부사·교섭원 등이 배속되었다. 참사·부사는 행정업무를 담당했던 것으로 보이고, 교섭원은 중국 동북 군벌과의 대외교섭 때문으로 이해된다. 제5중대는 관할지역인 흥경현 내에 흥동(興東), 흥남(興南) 제1 ·2구, 흥북(興北), 흥서(興西) 등 5개 총관을 관할하였고, 홍경현 내의 동흥공사(東興公司)·흥상회(興商會)·영신상회(永信商會)·동평화상회(東坪和商會) 등과, 무순현(撫順縣) 전전자(前甸子)의 이태국(李泰國) 등 지방연락소를 설치하였다. 이 외에 본계현(本溪縣)·개원현(開原縣)에도 총관이 설치되었다고 하며, 철령농무회(鐵嶺農務會)라는 단체 또한 연락임무를 수행한 것으로 보인다.

### 통의부 의용군의 간부 편성
1923년 12월경 의용군의 부대편성 (일제 정보기관 자료)
- 본부 사령장 김창환(金昌煥), 부관 김창훈(金昌勳)

```
제1대대장 
강남도
(姜南道)
```

- 제1중대장 백광운(白狂雲) : 병력 100여 명, 무기 100여 정, 전성기 인원 8~900명

```
제1~3소대장 
김보국
(金保國), 
전봉도
(田奉道), 
김기준
(金基準)
```

- 제2중대장 최석순(崔碩淳) : 병력 130여 명, 무기 136정, 전성기 인원 6~700명

```
제1~3소대장 
김전
(金田), 
이규성
(李奎成), 
신태봉
(申泰鳳)
소대 경리부장 
현용환
(玄用煥)
```

- 제3중대장 최시흥(崔時興) : 병력·무기 미상(未詳), 전성기 인원 500명, 국내진공전이 주임무.
- 제4중대장 (불명) :::::::::::::: 병력 50명, 무기 37정, 전성기 인원 500명.

```
제1~3소대장 
장세룡
(張世龍), 
김국보
(金國輔), 
신홍영
(申洪永)
```

- 제5중대장 김명봉(金鳴鳳) : 병력 120명, 무기 123정, 전성기 인원 500명.

```
제1~3소대장 
김창천
(金昌天), 
김광추
(金光秋), 
김일
(金一)
```

- 독립부대

```
독립소대장 
김우근
(金宇根)
```

- 유격중대 김창룡(金昌龍), 김하석(金河錫), 문학빈(文學彬) : 병력 150명
- 헌병대 김창헌(金昌憲), 송헌(宋憲)

### 군사 활동
통의부의 통치권을 수호하는 한편, 한인사회와 국내를 무대로 하여 군자금의 모금과 부일배 응징 및 일제 침략기관에 대한 공격전 등을 수행하였다.
- 1922년 12월 관할지역을 3개로 나누어 대원을 파견, 만주지역 친일파 제거에 성과를 올렸다.[8]
- 1923년 국내진입작전을 통해 6월 20일 신의주 고녕삭면의 영산주재소를, 8월 8일에는 청성진주재소, 세관출장소, 우편국 등을 습격했다.
- 1924년 1월 1일지휘부는 초부 및 지방총관 대리원 60여 명을 소집해 1) 남만주 독립군의 완전 통일 2) 군사교육기관 설립 3) 적극적 국내진입전 전개를 결의했다.
- 1924년 2월부터 의주군 고관면 일대와 삭주군 수풍면 등에서 활발한 전투를 벌였다. 독립신문은 1924년 4월 24일부터 6월 29일까지 두달 간 평북일대에서만 28회의 국내진입전을 치루었다고 보도했고, 일제측 자료 역시 이 기록을 뒷받침하고 있다.[9]

## 통의부의 분열과 재정비
통의부는 남만주 지역 독립군 단체의 통일기구를 지향하였으나, 통합과정에서부터 지도이념과 인선 및 조직 상의 이견이 있었다.

### 통의부의 분열과 의군부의 분리
1922년 2월 통군부 결성 시에는 복벽적(復辟的) 성향을 띤 채상덕·이웅해(李雄海)·전덕원(全德元) 등이 주도했으나, 8월 통의부가 결성되면서 점차 김동삼(金東三)·오동진(吳東振)·현정경(玄正卿) 등 공화적(共和的) 성향의 인물들이 새로운 지도부를 형성하게 되었다. 반면에 의용군의 실질적 리더인 중대장 백광운(白狂雲, 蔡燦)·최석순(崔碩淳)·최지풍(崔智豊)·김명봉(金鳴鳳)은 의병 출신이라 대개 복벽적 입장을 고수하고 있었다.
이런 가운데 전덕원과 양기탁(梁起鐸)의 의견불화가 표면화되었다. 전덕원은 최익현 휘하의 소모장(召募將) 출신으로 대한독립단의 간부로 활약하였고, 양기탁은 애국계몽운동의 주도 인물로 1920년 말 만주로 온 이후 남만주 지역 독립군 단체의 통일운동을 전개하였다. 두 사람의 개성(個性) 차이와, 통의부 결성과 함께 드러난 복벽주의 세력의 상대적 약화 추세는 곧 이들의 반발을 초래하였다. 즉 1922년 10월 14일 전덕원 계열의 의용군 20여 명이 관전현에 있던 양기탁 일행을 습격하는 사건이 발생하였다. 이 사건으로 통의부 선전국장 김창의(金昌義)가 현장에서 사살되고, 양기탁·현정경·김관성(金寬成)·황동호(黃東湖)·고할신(高轄信) 등의 간부들이 체포·구금당하였다. 이후 통의부 내 복벽주의 계열과 공화주의 계열의 대립은 더욱 악화되어 12월 하순에는 교전이 있었고, 1923년 1월에는 홍경현 홍묘자(紅廟子) 방면에서 대규모 유혈사태가 발생하기에 이르렀다. 제5중대장 김명봉(金鳴鳳)과 부대장 조태현(趙泰賢)은 통의부를 불신한다는 혐의로 피살되고, 제5중대의 무기가 타 중대에 의하여 강제로 압수되는 불상사가 발생하였다.
결국 전덕원을 비롯하여 채상덕(蔡相悳)·김평식(金平植)·오석영(吳錫永)·박대호(朴大浩) 등 복벽주의 계열은 1923년 2월 통의부를 탈퇴하고, 따로 환인현 대황구(大荒溝)에서 의군부(義軍府)를 결성하였다. 의군부는 무장활동에 중점을 두고, 또 기동성(機動性)을 고려하여 통의부에 비해서는 간소한 조직으로 편성되었다. 그러나 이때까지는 의용군 5개 중대는 일단 중립적 태도를 견지하고 있었다. 의군부는 융희 연호(隆熙年號)를 사용했으며, 의병 출신들이 많았기 때문에 풍부한 실전경험으로 국내진공전(國內進攻戰)을 통해 일제 침략기관을 공격하는 등 활발한 활동을 전개하여 한때는 통의부 관할지역을 위협하기도 하였다. 그러나 중국대륙 전반에 공화주의가 대세로 등장하였고, 러시아 혁명으로 사회주의 기운이 확산됨에 따라 복벽주의 계열은 위축될 수 밖에 없었다. 의군부는 점차 통의부에 압도되었고, 일부 잔류세력마저 1924년에 참의부로 편입되었다.

### 통의부의 재정비
통의부와 의군부 간의 무력충돌로 통의부의 무장투쟁 역량과 한인사회에 대한 통치권이 약화되었다. 이에 따라 1924년 1월 8일 통의부 총장대리인 민사부장 이웅해 명의로 발표된 23개 항의 주요내용은 조직 및 제도의 정비, 군사력의 강화, 재정의 정비, 한인교육의 강화에 주안점을 두고 있었다. 먼저 헌장을 개정하여 최고 행정기관으로서 10인으로 구성되는 행정위원회를 설치하고, 지방조직을 15개 지역으로 재구획하였으며, 각 총관소의 기구 중 참사를 폐지하고 서기(書記) 1인을 추가하였다. 군사자문기구인 군사참의회(軍事參議會)를 구성하였고, 장교양성소(將校養成所)를 설치키로 하였다.
재정 강화를 위해 공동경작제(共同耕作制)를 실시하고, 직공(織工)·철공(鐵工)·목공(木工)의 3개 공장을 설치하기로 계획하였다. 또한 각 지방에 1개의 공립소학교(公立小學校)를 설치하고, 노동강습소(勞動講習所)를 개설하여 17~35세의 청년들에게 기본 지식을 교육키로 하였다. 이 외 대한민국 연호(大韓民國年號)를 사용하고, 특별재판소(特別裁判所)를 설치하여 의군부 이탈파들을 재판하기로 하였다.
1924년 3월 10일 행정위원으로 현정경·김이대·이웅해·김동삼·오동진·이종건·강제하 등이 있었다.

## 해체
의군부와 통의부는 서로 대립하여 치열한 경쟁을 벌였다. 상대 부원을 납치 혹은 살상하는 동족유혈전까지도 빈번하였다. 이에 각지의 교민 유지들은 중앙의회를 열고 의장 백시관(白時觀) 명의로 화해를 촉구하였다.
중립적 태도를 견지해 온 통의부 의용군내 제1·2·3·5 중대는 1923년 8월 각 중대장을 중심으로 500명 이상이 통의부와 관계를 끊고, 백광운(白狂雲, 蔡燦)·조능도(趙能道)·박응백(朴應伯)·김원상(金元常)·조태빈(趙泰賓) 등 대표 5인을 상해에 있는 임시정부에 보내어 전 광복군사령부 계통을 계승하여 임시정부 직할 아래에 군단을 특설하기를 요청하였고, 임정으로부터 김승학(金承學)과 이유필(李裕弼)이 파견되어 1924년 6월 26일 장백산(長白山) 아래 즙안현(輯安縣)을 중심으로 무송(撫松)·장백·안도(安圖)·통화(通化)·유화(柳化) 등 압록강 연안 지역을 관할구역으로 하는 대한민국 임시정부 육군주만참의부(陸軍駐滿參議府)가 수립되었다.
통의부의 남은 조직은 1924년 11월 결성된 정의부(正義府)에 대부분 합류했다. 이후 서간도 독립운동의 중심은 참의부와 정의부로 옮겨갔다. 통의부의 마지막 남은 세력은 1927년까지 활동을 했던 것으로 알려진다.

## 같이 보기
- 정의부
- 신민부
- 임시정부육군주만참의부
- 군정부

## 참고자료
- 반병률 《한국독립운동의 역사 49 : 1920년대 전반 만주·러시아지역 항일무장투쟁》 2009
- 서중석 《신흥무관학교와 망명자들》2001
- 국사편찬위원회 《한국독립운동사연구4》1990
- 한민족독립운동사, '국사편찬위원회 한국사데이터베이스'.